# Тит Манлије Торкват
Тит Манлије Торкват (конзул 235. п. н. е.) (лат. Titus Manlius Torquatus, до 202. п. н. е.) је био римски конзул (235. п. н. е. и 224. п. н. е.), цензор 231. п. н. е. и диктатор 208. п. н. е. За време Другога пунскога рата угушио је Хампсикорину побуну на Сардинији и победио је Хаздрубала Ћелавога 215. п. н. е. у бици код Корнуса.

## Порекло
Његов отац и деда имали су исто име. Син је Тита Манлија Торквата (конзула 299. п. н. е.). Његов деда је био чувени Тит Манлије Торкват, који је био конзул 347, 344 и 340. п. н. е. и који је добио надимак Торкват (огрличар), јер је убио једнога Гала на двобоју.

## Покорава Сардинију 235. п. н. е.
По први пут је био конзул 235. п. н. е. заједно са Гајем Атилијем Булбом. Након Првога пунскога рата у Картагини је избио Најамнички рат, а најамници на Сардинији су искористили ситуацију, па су се побунили. Напали су Картагињане на Сардинији и ослободили се картагињанске контроле. По окончању Најамничкога рата Картагина је покушала да врати контролу над Сардинијом, али најамници су се обратили Риму нудећи им острво. Римљани су заузели Сардинију, а Картагини су наметнули ново плаћање ратне штете да би избегла рат због Сардиније. Тит Манлије Торкват је током свога мандата као конзул покорио Сардинију и за то је заслужио тријумф. Након рата на Сардинији Јанусов храм на Авентину је био по други пут затворен у римској историји, а то је значило да нема никаквога рата у коме Рим учествује.

## Победио Боје
Током 231. п. н. е. изабран је за цензора заједно са Квинтом Фулвијем Флаком. Међутим био је присиљен да да оставку, по свој прилици због неповољних знамења. По други пут је изабран за конзула 224. п. н. е. заједно са Квинтом Фулвијем Флаком. Римљани су одлучујућом победом над Галима током 225. п. н. е. у бици код Теламона започели период покоравања Цисалпинске Галије, тј Падске низије. Римски циљ је био да се истерају Гали из Падске низије.[4] Квинт Фулвије Флак и Тит Манлије су са великом војском покорили Боје. Њех двојица су били први римски конзули, који су прешли реку По.

## Наговара Сенат да не плате за откуп заробљених код Кане
Након битке код Кане 216. п. н. е. дошли су пред Сенат поредставници римских војника, који је Ханибал заробио. Тражили су од Сената да плати њихов откуп. Тит Манлије Торкват се јавио и критиковао је њихову предају и истицао да је требало да крену заједно са групом војника, које је Публије Семпроније Тудитан јуначки провео кроз картагињанску војску. Истицао је у Сенату да их је Тудитан целу ноћ наговарао да крену са њим док је мрачно, али да га због кукавичлука нису хтели послушати и да су зато заробљени. Наговорио је Сенат да не плате за њих откуп.

## Угушење Хампсикорине побуне на Сардинији и битка код Корнуса
Током 215. п. н. е. дошло је до побуне на Сардинији под водством Хампсикоре, а претор Сардиније Квинт Муције Сцевола је био болестан. Урбани претор Квинт Фулвије Флак је добио задатак од Сената да регрутује 5.000 пешака и 400 коњаника и да их пошаље на Сардинију. Пошто је Квинт Муције био болестан, онда је Флак послао Тита Манлија Торквата као команданта војске на Сардинији. Хампсикора је затражио помоћ Картагињана, па су они послали флоту под командом Хаздрубала Ћелавога, али олуја је одувала флоту на Балеарска острва. Поход на Сардинију каснио је због неопходне поправке бродова оштећених у олуји. Хампсикора је за то време сакупљао војску, опрему и оружје. Тит Манлије је искористио прилику док је Хампсикора био одсутан, па је навукао његовога сина у битку и победио га. У бици је погинуло око 3.000 Сардињана, а остатак побуњеника се распршио. Хаздрубал Ћелави стигао је на Сардинију у јесен 215. п. н. е. Искрцао се крај Корнуса и са преосталим сардинијским побуњеницима кренуо је према Каралису (Каљари). Дошло је до битке код Корнуса, у којој је Тит Манлије Торкват победио. Погинуло је 12.000 Картагињана и Сардињана, а око 3.700 је заробљено. Хаздрубал Ћелави, Ханон и Магон су заробљени, а Хампсикора се касније убио. Преживели су побегли у Корнус, али Римљани су га заузели неколико дана касније.

## Неуспео избор за понтифекса максимуса и за принцепса Сената
Током 212. п. н. е. кандидовао се за положај понтифекса максимуса, врховнога римскога свештеника. Противкандидати су му били Квинт Фулвије Флак и Публије Лициније Крас Див. Највеће изненађење био је избор Публија Лицинија Краса, јер само једном током 120 година десило се да би изабрали кандидата, који није имао положај са курулном столицом.
Током 209. п. н. е. дошло је до свађе двојице цензора око тога ко ће бити принцепс Сената. Према дотадашњим обичајима најстарији бивши цензор је требало да буде принцепс Сената, а то би значило Тит Манлије Торкват. Један од цензора Марко Корнелије Цетег залагао се да се Тит изабере за принцепса, али други цензор Публије Семпроније Тудитан је имао право избора и изабрао је Фабија Максима. Био је то преседан, да се прекида са традицијом да најстарији бивши цензор постаје принцепс Сената. Од тада правило се мења, па најистакнутији бивши цензор постаје принцепс Сената. Није јасно када је Тит Манлије Торкват умро, али изгледа да је то било пре или током 202. п. н. е.